# 미미 시스터즈

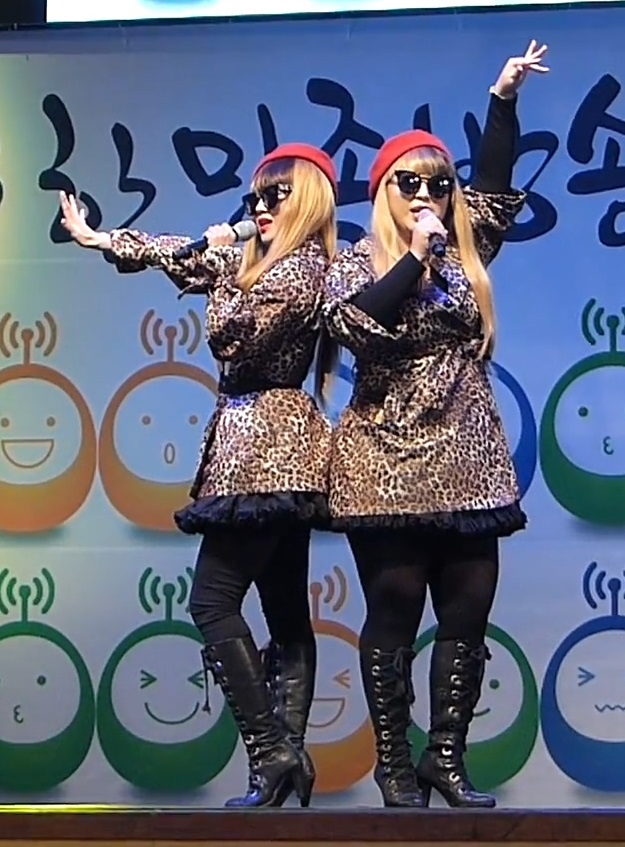
2016년의 미미 시스터즈

미미 시즈터즈는 장기하와 얼굴들의 안무와 코러스로 유명했던 2인조 그룹이다. 이른바 '신비주의'를 표방하기 때문에, 그들의 이름, 신분, 나이는 물론 알려진 것이 거의 없다. 실명 조차 공개하지 않아 큰 미미, 작은 미미로 지칭해야 했다. 크고 작음은 키와 몸집의 차이이기도 하지만 이들은 "가슴사이즈의 차이"라고 강조했다.
미미 시스터즈라는 그룹명의 탄생 계기는 이들의 별명의 앞 글자를 따서 만든 것었다. 미미 시스터즈가 장기하와 얼굴들에 소속되게 된 것은 우연으로, 보컬이자 리더인 장기하가 클럽에 갔을 때 같은 헤어 스타일에 같은 옷을 입은 두 여인이 무표정하게 세트로 춤을 추고 있는 것을 발견하고 즉시 발탁했다고 한다. 컨셉인 무표정과 선글라스는 EBS 방송 직후 인터넷을 강타할 만큼 인기를 끌기도 했다. 짙은 복고풍 메이크업과 선글라스 등 패션스타일은 여자 보디가드 같은 이미지이길 바란 장기하로부터 비롯되었다.
장기하와 얼굴들의 멤버 구성이 변하면서 미미 시스터즈는 독립적인 듀오로 활동할 것이라고 한다. 그들은 "때가되니 우리만의 음악을 하고 싶었다."고 말했다. 2014년, 《장기하의 대단한 라디오》에 출연, 말을 참 잘한다는 디제이 장기하의 말에, 미미 시스터즈는 "우리가 이렇게 말을 잘하는데 장기하와 얼굴들 1집 활동 당시엔 장기하 씨가 우리의 눈과 입을 막았었다. 최근 서태지 씨도 신비주의를 버렸는데 우리가 뭐라고 고수 하겠냐"라고 재치 있게 대답했다.

## 음반 목록
정규 음반
| 앨범 번호 | 앨범 정보                                                       | 트랙 리스트 |
| --------- | --------------------------------------------------------------- | --- |
| 1         | 《미안하지만... 이건 전설이 될 거야》 - 발매일: 2011년 3월 15일 | 1. Tuning #1 2. 미미미미미미미미 (Feat. 미미랑 미남미녀) 3. Tuning #2 4. 다이너마이트 소녀 (Feat. 김창완) 5. 대답해주오 (Feat. 로다운 30) 6. 미미 (Feat. 크라잉넛) 7. 우주여행 (Feat. 서울전자음악단) 8. 내껀데 (Bonus Track) |
| 2         | 《어머, 사람 잘못 보셨어요》 - 발매일: 2014년 6월 25일          | 1. 나랑 오늘 2. 택시로 5분 3. 낮술 4. 그냥 사랑해줘 5. 배시시 6. 너무 좋아도 탈 7. 잠복근무 8. 내 말이 그 말이었잖아요 9. 어제의 해바라기 씨 10. 배꼽                                                                         |